# Бутенко Сергій Олександрович
Сергій Олександрович Бутенко (рос. Сергей Александрович Бутенко; нар. 2 грудня 1960, Новошахтинськ, Ростовська область, РРФСР) — радянський футболіст та російський тренер, півзахисник та нападник.

## Кар'єра гравця
Вихованець краснодарської ДЮСШ, РШІСП-10 (Ростов-на-Дону) та ворошиловградської «Зорі». Пергі тренери — В'ячеслав Першин та Вадим Добіжа. У 1978 році розпочав кар'єру в клубі «Зоря» (Ворошиловград). Потім був призваний на військову службу. По завершенні служби виступав у клубі «Дружба» (Майкоп), а в 1981 році повернувся до ворошиловградської «Зорі», де зіграв 9 матчів у Першій союзній лізі. Також виступав в аматорському клубі «Урожай» (Кримськ) у чемпіонаті Краснодарської області. У 1982 році отримав запрошення від новоросійського «Цемента». У 1984 році перейшов до волгодонського «Атоммашу». Влітку 1987 року перейшов до охтирського «Нафтовика». проте через півроку в 1988 році повернувся до новоросійського «Цемента». У 1989 році захищав кольори «Дружби» (Майкоп) та «Волги» (Калінін). У 1990 році виступав у клубі «Волгар» (Астрахань). У 1991 році втретє повернувся до клубу з Новоросійська, в складі якого й завершив кар'єру гравця у 1992 році (того сезону зіграв 26 матчів та відзначився 2-а голами).

## Тренерська діяльність
По завершенні ігрової кар'єри розпочав тренерську діяльність. Спочатку допомагав тренувати новоросійський «Чорноморець», а в жовтні 1995 року був призначений виконувачем обов'язків головного тренера клубу. Потім знову допомагав тренувати «Чорноморець», а з липня 1998 по липень 1999 року був головним тренером клубу. Навесні 2000 року очолив «Носту». У липні 2001 року отримав запрошення очолити «Пахтакор» (Ташкент), яким керував до червня 2002 року. Потім до завершення 2002 року допомагав тренувати «Ладу» (Тольятті). у 2003 року був запрошений до тренерського штабу ФК «Ростов», а з 17 по 29 серпня 2003 року виконував обов'язки головного тренера клубу. З 11 січня 2004 по 29 квітня 2004 року очолював «Балтику» (Калінінград). З 2005 по літо 2006 року працював в аматорському клубі «Прогрес» (Ростов-на-Дону). У 2008 році тренував фінський клуб TP-47. У 2009 році очолив молодіжну команду «Ростова». З 21 травня 2010 року до червня 2015 року очолював ФК «Таганрог». 27 липня 2015 року був призначений на посаду головного тренера «Дружби» (Майкоп), яким керував до 7 жовтня 2015 року, після цього й до 2016 року працював асистентом головного тренера.
Закінчив Ростовський державний педагогічний інститут за спеціальністю фізична культура, ВШТ. Має ліцензію категорії «А».

## Досягнення

### Як гравця
- Друга ліга СРСР, третя зона
  -  Чемпіон (2): 1988, 1989

### Як тренера
- Перша ліга чемпіонату Росії
  -  Чемпіон (1): 1993, 1994
- Вища ліга чемпіонату Узбекистану
  -  Чемпіон (1): 2002

### Відзнаки
- Майстер спорту СРСР